# 가지안테프 FK
가지안테프 풋볼 쿨뤼뷔(튀르키예어: Gaziantep Futbol Kulübü)는 가지안테프에 기반을 둔 튀르키예의 프로 축구 클럽이다. 1988년에 창단된 이 클럽은 튀르키예 축구의 최상위 리그인 쉬페르리그에서 활동하고 있다.
그 클럽은 1988년에 산코스포르로 창단되었으며 1993년까지 아마추어 수준에서 경쟁했다. 그들은 2019년까지 TFF 3. 리그와 TFF 1. 리그에서 경쟁하다가 쉬페르리그로 승격되었다. 2020-21년 시즌 동안, 클럽은 17주차에 1위를 차지했으며, 1주일 동안 그 자리를 지켰으나 베식타시에 의해 인수되었다.

## 역사
이 클럽은 1988년 가지안테프에 본사를 둔 산업 그룹인 산코 홀딩 산하에 산코스포르(튀르키예어: Sankospor)라는 이름으로 아마추어 수준에서 창단되었다. 클럽의 첫 번째 색상은 파란색과 흰색이었다. 클럽은 1993-94년 시즌에 TFF 3. 리그에서 경쟁하기 시작했다. TFF 3. 리그에서는 또 다른 가지안테프 기반 클럽인 이슬라히예스포르와 프로 리그에서 첫 경기를 치렀으며, 1993년 9월 26일, 무득점 무승부로 끝났다. 총 34경기에서 27승을 기록하며 85점을 획득한 이 팀은 1996-97년 시즌 3조에서 승리하여 가장 가까운 경쟁자인 킬리스 벨레디예스포르보다 17점 높은 점수로 TFF 2. 리그로 승격되었다.

## 문장 및 색상
클럽의 첫 번째 색상은 파란색과 흰색이었다. 색상은 "하얀색-빨간색-검은색" 조합으로 변경되었고, 2017년 6월에 개최된 클럽 이름 변경을 포함한 이사회의 범위 내에서 새로운 로고와 현재 로고가 모두 제정되었다. 문장 디자인은 공식 클럽 색상으로 칠해진 바클라바 조각에서 영감을 받았다.

## 선수 명단

### 현역
참고: FIFA 자격 규정에 따라 소속된 국가대표팀 국기를 표시합니다. 선수는 복수의 FIFA 비회원국 국적을 가지고 있을 수 있습니다.
| 번호 | 포지션 | 국적                  | 이름            |
| ---- | ------ | --------------------- | --------------- |
| 18   | FW     |                       | 데이안 소레스쿠 |
| 19   | FW     | 보스니아 헤르체고비나 | 케난 코드로     |
| 36   | DF     |                       | 브루누 비아나   |
| 44   | MF     |                       | 알렉산드루 막심 |

| 번호 | 포지션 | 국적       | 이름              |
| ---- | ------ | ---------- | ----------------- |
| 51   | DF     |            | 아넬 후식         |
| 77   | FW     | 나이지리아 | 데이비드 오케레케 |

## 역대 감독
| 감독        | 임기 |
| ----------- | ---- |
| 오우즈 체틴 | 2017 |